# Flower (裕未瑠華の曲)
「flower」（フラワー）は、裕未瑠華の通算5枚目のシングル。1999年2月28日にキングレコードよりリリースされた。

## 解説
前作「She Loves Lovin'」から約10ヵ月振りにリリースされた。「flower」は'99横浜国際女子駅伝イメージソングに起用された。またc/wには「pleasure (1999mix)」が収録されている。

## 収録曲
1. flower
  - '99横浜国際女子駅伝イメージソング
  - 作詞：土生京子、作曲：森近邦岳
2. pleasure (1999mix)
  - 作詞：TO-RU、作曲：川森盛文
3. flower (Instrumental)